# إيرل هوارد (ملحن)
إيرل هوارد (بالإنجليزية: Earl Howard) هو عازف جاز وملحن أمريكي، ولد في 1951.